# Plavsko
Plavsko település Csehországban, a Jindřichův Hradec-i járásban. Plavsko Vydří, Hatín, Polště és Stráž nad Nežárkou településekkel határos. Lakosainak száma 475 fő (2024. január 1.).

## Népesség
A település lakosságának változását az alábbi diagram mutatja:
| Lakosok száma | 655  | 665  | 771  | 585  | 398  | 407  | 448  | 450  | 456  | 475  |
|               | 1869 | 1890 | 1921 | 1950 | 1980 | 2001 | 2017 | 2019 | 2022 | 2024 |